# Еріх Вульфф
Еріх Вульфф (нім. Erich Wulff; 2 серпня 1910, Шенкірхен — 3 лютого 1945) — німецький офіцер, штурмбанфюрер СС і майор Генштабу вермахту. Кавалер Лицарського хреста Залізного хреста.

## Нагороди
- Медаль «У пам'ять 1 жовтня 1938»
- Залізний хрест
  - 2-го класу (26 вересня 1939)
  - 1-го класу (4 серпня 1941)
- Штурмовий піхотний знак в сріблі
- Нагрудний знак «За поранення» в чорному (22 листопада 1941)
- Німецький хрест в золоті (11 січня 1942) — як оберлейтенант і командир 3-ї роти 1-го батальйону 26-го піхотного полку 30-ї піхотної дивізії.
- Медаль «За зимову кампанію на Сході 1941/42»
- Лицарський хрест Залізного хреста (9 травня 1945, посмертно) — як штурмбанфюрер СС і начальник оперативного відділу штабу 15-ї гренадерської дивізії СС.